# Кислянский сельсовет (Юргамышский район)
Кисля́нский сельсовет — упразднённые административно-территориальная единица и административно-территориальная единица и муниципальное образование со статусом сельского поселения в составе Юргамышского района Курганской области.
Административный центр — село Кислянское.
С 23 декабря 2021 года Законом Курганской области от 10.12.2021 № 143 муниципальный район был преобразован в муниципальный округ, сельсовет упразднён.

## История
В соответствии с Законом Курганской области от 6 июля 2004 года № 419 сельсовет наделён статусом сельского поселения.
Законом Курганской области от 4 декабря 2018 года N 154, Малобеловский и Фадюшинский сельсоветы были упразднены, а их территории с 17 декабря 2018 года включены в состав Кислянского сельсовета.

## Население
| 1989  | 2002  | 2004  | 2010  | 2012  | 2013  | 2014  |
| ----- | ----- | ----- | ----- | ----- | ----- | ----- |
| 1870  | ↗2024 | ↗2028 | ↘1705 | ↘1689 | ↘1682 | ↘1680 |
| 2015  | 2016  | 2018  | 2019  | 2020  |       |       |
| ↘1637 | ↘1590 | ↘1548 | ↘1510 | ↗2479 |       |       |

## Состав сельсовета
| №  | Населённый пункт | Тип населённого пункта       | Население |
| -- | ---------------- | ---------------------------- | --------- |
| 1  | Кислянское       | село, административный центр | ↘895      |
| 2  | Колупаевка       | деревня                      | ↘124      |
| 3  | Кулаш            | деревня                      | ↘77       |
| 4  | Лешакова         | деревня                      | ↘3        |
| 5  | Ложкина          | деревня                      | ↘61       |
| 6  | Малобеловодский  | посёлок                      | ↘69       |
| 7  | Малое Белое      | село                         | ↘356      |
| 8  | Окулова          | деревня                      | ↘87       |
| 9  | Пичевка          | деревня                      | ↘36       |
| 10 | Плотникова       | деревня                      | ↘161      |
| 11 | Постовалова      | деревня                      | ↘180      |
| 12 | Токарева         | деревня                      | ↘212      |
| 13 | Фадюшино         | деревня                      | ↘326      |
| 14 | Шемелино         | деревня                      | ↘190      |
| 15 | Щучье            | деревня                      | ↘60       |